# Nasturtium sterile
Nasturtium sterile là một loài thực vật có hoa trong họ Cải. Loài này được (Airy Shaw) Oefelein mô tả khoa học đầu tiên năm 1958.